# 什切齊內克
什切齊內克（波蘭語：Szczecinek，新斯德丁或者诺伊斯德丁）是位於波蘭西北部，西濱海省的城市，2007年，有人口39,777人。2009年，什切齊內克和附近的幾個城市進行了合併。

## 名人
- 亞歷山大·沃爾茲森：天文學家。

## 外部連結
- Szczecinek Regional Portal （页面存档备份，存于）